# Pierre Tucoo-Chala
Pierre Tucoo-Chala (Burdeos, 1924-Pau, 2015) fue un historiador medievalista francés.

## Biografía
Nacido en Burdeos el 20 de abril de 1924, terminó siendo nombrado profesor emérito de la Universidad de Pau. Fue autor de títulos como Gaston Fébus et la Vicomté de Béarn : 1343-1391 (1960), Gaston Fébus. Un grand prince d'Occident au XIVe siècle (1976), y Quand l'Islam était aux portes des Pyrénées. De Gaston IV le Croisé à la croisade des Albigeois (XIe-XIIIe s.) (1994) y Notaire de prince. Le registre de Bernard de Luntz, notaire de Béarn, sous Gaston Febus (1371-1376) (1996, junto a Jacques Saes), entre otros. Considerado un especialista en la historia de Bearne, falleció en Pau el 23 de enero de 2015.